# Typhlodromus vulgaris
Typhlodromus vulgaris je druh dravého roztoče z čeledi Phytoseiidae. Samice dosahuje délky 360 μm a samec 260 μm. Tělo tohoto druhu je oválné, bílé nedo šedé, někdy i trošku narůžovělé. Tento druh se vyskytuje na různých stromech, zejména na jabloních v Japonsku.